# Тринаеста крајишка ударна бригада
Тринаеста крајишка НО ударна бригада била је јединица НОВЈ активна од августа 1943. до краја рата.

## Увод

### Развој НОБ
Територијална ограниченост и везаност партизанских одреда за свој крај онемогућавала је преношење борбених дејстава у друге области и избегавање концентричних удара надмоћног непријатеља за време његових офанзива. За даље ширење устанка у Југославији и његово прерастање у општенародни ослободилачки рат, при постојању јаких окупационих и квислиншких снага, биле су потребне сталне, покретне јединице способне за маневар на било којем терену.

### Статут пролетерских НО бригада
Пионирску улогу у стварању регуларне народноослободилачке армије имала је 1. пролетерска НО ударна бригада. Она је формирана 21. децембра 1941. на основу стечених искустава из дотадашње оружане борбе, након пада Ужичке републике у јесен 1941., што је формулисано Статутом пролетерских народноослободилачких бригада који је прописао Врховни штаб НОВЈ и који је важио за све бригаде НОВЈ. Формација је предвиђала: штаб, који чине командант и политички комесар и њихови заменици; најмање 4 ударна батаљона јачине до 300 бораца, формираних у 3-4 ударне чете; пратећу чету са онолико митраљеских водова (од по 2 оруђа) колико је батаљона у бригади, 1 водом лаких и 1 водом тешких минобацача; артиљеријске јединице које се могу састојати из појединих оруђа и батерија (4 оруђа), па све до дивизиона; моторизоване јединице које се формирају по могућности; комору и санитет. Уз штаб бригаде, поред коњичког, пионирског и вода за везу, Статут је предвиђао и културне екипе за културно просветни и политички рад у јединицама и међу народом на терену. Прописана је црвена застава са српом и чекићем у горњем десном углу, петокраком звездом у средини и извезеним именом јединице.

### Од партизанских одреда ка бригадама
Од посебне важности било је наређење Врховног штаба да се у оквиру партизанских одреда стварају ударне чете и батаљони, као прелазни облик од одреда ка бригади. При формирању бригада, те ударне јединице обично су улазиле у њихов састав. Почасни назив ударна даван је само оним бригадама које су се посебно истакле у борби. У 1941. формирана је једна бригада (1. пролетерска); у 1942. формирано је укупно 37 бригада; у 1943. 76 бригада (расформирано 13 бригада); у 1944. 130 бригада (расформирано 13), а у 1945. још 16. нових бригада (расформирано 13). На крају рата било је укупно 220 бригада, од којих 14 пролетерских.

### Значај бригада у НОР
Јачина, састав, опрема и наоружање бригада били су различити у разним периодима НОР и разним крајевима где су бригаде водиле борбу. Тако је просечна јачина бригада у 1942. и 1943. била 800 бораца, а у 1944. око 950 бораца, с тим што су бригаде у Словенији и Македонији биле бројно слабије (500-600 бораца). Наоружање бригада било је лако пешадијско, са митраљезима и минобацачима; наоружаване су од плена из борби са непријатељем, делом из сопствених радионица, а тек од 1943. неке су наоружане и из савезничке помоћи.
По Титу, бригаде су биле оперативне јединице са стратегијским задацима; бригаде су биле способне и за партизанско и за фронтално ратовање (нарочито након формирања дивизија и корпуса НОВЈ), а биле су и комунистичке политичке школе, расадници кадрова за нове јединице НОВЈ, и упоришта КПЈ и НОП.

## Формирање
Тринаеста крајишка ударна НО бригада (Гарава) формирана је 26. августа 1943. на сектору Кључ-Мркоњић Град од 1. рибничког НОПО. Имала је 3 батаљона са око 900 бораца. До 26. марта 1944. у саставу је 10. крајишке, а потом 39. крајишке дивизије НОВЈ.

## Ратни пут бригаде

### 1943
Бригада је у септембру и октобру 1943. чистила Мањачу и Змијање од четника, учествовала 20-21. октобра са јединицама 4. крајишке дивизије у ослобођењу Санског Моста, 8. и 12. новембра водила борбе са Немцима дуж комуникација Бањалука-Сански Мост и Чађавица-Бањалука. Два пута 13/14. и 24/25. децембра уништила је посаду у упоришту Хан-Кола (непријатељ је имао 340 погинулих и заробљених војника), а крајем децембра учествовала је у првој бањалучкој операцији.

### 1944
Бригада се посебно истакла крајем маја и почетком јуна 1944. у дрварској операцији, водећи тешке борбе код Добрње, Кадине Воде и Ситнице, затим код Клокотовца и на простору Медна-Пецка-Врбљани-Бусије, од 4. до 6. јуна. Потом је водила веће борбе са четницима код Подрашнице 26. јуна, Трнова и Шибова 1. јула, Босанског Петровца 1-2. августа. Учествовала је и у ослобођењу Приједора 6-7. септембра и Бањалуке 18-28. септембра. У садејству са батаљоном 18. средњобосанске бригаде ослободила је село Трн и заузела непријатељски аеродром у Залужанима.

### 1945
У другој половини новембра 1944. Бригада се пребацује преко Врбаса у средњу Босну, где до краја јануара 1945. води борбе око Котор Вароши, Скендер Вакуфа, Прњавора, Дервенте и Добоја против четника и врши диверзије на локалним комуникацијама. Од 15. до 19. фебруара учествује у борбама за коначно ослобођење Травника, а од 17. марта у ослобођењу Сарајева (29. марта-10. априла) и Зенице 11-12. априла. У завршним операцијама Бригада садејствује 28. и 45. дивизији НОВЈ при ослобођењу Босанске Градишке 23-24. априла, Босанског Новог и Двора на Уни 27. априла-1. маја, а потом наступа правцем Добрљин-Глина-Загреб-Цеље и избија на југословенско-аустријску границу где дочекује краја рата.

## Одликовања
За ратне заслуге Бригада је одликована Орденом партизанске звезде и Орденом братства и јединства.